# Haemonchus
Haemonchus ist eine Gattung der Fadenwürmer, die im Labmagen von Wiederkäuern parasitieren. Da sie die einzigen großen Labmagenparasiten sind, ist eine Diagnose schon anhand der Lokalisation möglich.

## Morphologie
Es handelt sich um 2 bis 3 cm lange Parasiten. In frischen weiblichen Exemplaren fallen die weißen Eierstöcke auf, die sich spiralig um den blutgefüllten und damit roten Darm winden und das Erscheinungsbild eines Barber-Poles haben. Die Mundhöhle ist klein und enthält einen kleinen lanzettartigen Zahn. Der Vorderkörper trägt auffällige Halspapillen. Die Vulva ist von einer Kutikula-Klappe bedeckt. Die Seitenlappen der Bursa copulatrix der Männchen sind groß, die Dorsalrippe ist klein und asymmetrisch.

## Lebenszyklus
Die Weibchen legen zahlreiche Eier, die mit dem Kot in die Umgebung gelangen. Hier schlüpft die Larve 1 und entwickelt sich in 5 Tagen zur Larve 3. Diese Entwicklung kann aber auf Wochen oder Monate in der kälteren Jahreszeit verlängert sein. Nach Aufnahme der Larve 3 mit kontaminiertem Futter gelangt sie in den Pansen. Die Larven häuten sich zweimal an den Magendrüsen und mit der letzten Häutung entwickeln sie ihren lanzettartigen Zahn, mit dem sie die Labmagenschleimhaut anstechen und dort Blut saugen. Die Adulten bewegen sich frei auf der Schleimhautoberfläche. Die Präpatenz beträgt bei Schafen zwei bis drei Wochen, bei Rindern vier.

## Arten
- Haemonchus contortus
- Haemonchus longistipes
- Haemonchus placei
- Haemonchus similis